# Гетьманський фонд Петра Дорошенка
Гетьманський фонд Петра Дорошенка був створений у 2013 році  за ініціативи Дорошенка Олексія Олександровича    який є Президентом Фонду, і за підтримки Кривошеї Володимира Володимировича, Ярової Галини Іванівни.

## Діяльність фонду
Цілями фонду є вивчення життя та діяльності гетьманів України Михайла Дорошенко та Петра Дорошенко, їх родів та споріднених родів (у тому числі Гончарових і Хмельницьких), видання книг з цієї тематики та козацтва взагалі, популяризація прізвища Дорошенко, написання наукових і популярних матеріалів для ЗМІ.
Гетьманський фонд підтримує наукові конференції, які відбуваються в  Музеї гетьманства. Було проведено три науково-практичні конференції, як прямо присвячені постаті Петра Дорошенка, а саме:
- "Гетьманська вітальня “Гетьман Петро Дорошенко в національній пам’яті українського народу”, яка відбувалася 13 жовтня 2014 року  
- "Гетьман Петро Дорошенко та його доба в Україні”, приуроченої до 350-ї річниці початку гетьманування Петра Дорошенка, яка відбулася 16 жовтня 2015р.                                    
- “Історичні уроки доби “Руїни”: Петро Дорошенко – збирач розколотої єдності у пошуках союзника”, приуроченої до 350-річниці оформлення українсько-турецького союзу, яка відбулася 18 жовтня 2019 року.  
У 2018 році почалася робота над першою монографією про гетьмана Михайла Дорошенка, діда славнозвісного гетьмана Петра Дорошенка.  
На Покрову 2018 року в  Богуславі, Київської області, була встановлена пам’ятна дошка на честь обрання Петра Дорошенка гетьманом у 1665 році поблизу цього міста на старшинській раді  . Ідея встановлення дошки належить доктору історичних наук Чухлібу Тарасу Васильовичу.